# Accordi di Cartagena
Gli accordi di Cartagena (in francese pacte de Carthagène in inglese pact of Cartagena, in spagnolo acuerdos de Cartagena), o anche patto di Cartagena, furono uno scambio di note diplomatiche, avvenuto il 16 maggio 1907 nell'omonima località spagnola, tra il Regno di Spagna da una parte e il Regno Unito di Gran Bretagna e Irlanda e la Terza Repubblica Francese dall'altro.
Con queste note le parti ribadivano la volontà di collaborare per mantenere lo status quo nel Mediterraneo occidentale e nell'Oceano Atlantico settentrionale. Gli accordi avvicinavano la Spagna all'Entente cordiale già stipulato tra Francia e Gran Bretagna per contenere le mire espansionistiche e coloniali della Germania.
Per le note con la Francia, lo scambio avvenne tra il ministro degli esteri francese, Stephen Jean Marie Pichon e l'ambasciatore spagnolo a Parigi, Fernando León y Castillo, mentre per le note con il Regno Unito tra il ministro degli esteri britannico, Edward Grey e l'ambasciatore spagnolo a Londra, Wenceslao Ramírez de Villaurrutia.
Oltre alle note pubbliche, gli accordi stabilivano da un lato gli aiuti franco-britannici nel rinnovamento e potenziamento della flotta spagnola e dall'altro l'impegno spagnolo ad intervenire in caso di attacco della Triplice alleanza, dove le flotte franco-spagnole avrebbero contrastato quelle di Italia e Austria-Ungheria nel Mar Mediterraneo mentre la marina britannica avrebbe combattuto contro quella tedesca nel Mare del Nord.
Nel 1914, allo scoppio della prima guerra mondiale, le parti politiche spagnole favorevoli al sostegno alle forze della  Triplice intesa, e anche all'ingresso in guerra al loro fianco, usarono questi accordi a sostegno delle proprie posizioni; tuttavia la scelta italiana di rimanere inizialmente neutrale portò a far prevalere anche in Spagna i sostenitori della neutralità facendo leva sul fatto che il conflitto non vedesse schierata l'intera Triplice alleanza.